# Herb Balearów

Herb Balearów

Herb autonomicznej wspólnoty Wysp Balearskich – przedstawia na tarczy w polu złotym cztery pręgi czerwone przecięte błękitnym pasem w (heraldyczne) prawo.
Jest to herb Królestwa Majorki istniejącego w latach 1276-1349, nadany przez króla Aragonii Jakuba II Sprawiedliwego.
Jako herb autonomicznej wspólnoty przyjęty został 21 września 1984 roku.